# Aristeion Prize
Il premio Aristeion (in inglese Aristeion Prize) è stato un premio letterario conferito annualmente (dal 1990 al 1999) da una selezione di rappresentanti dell'Unione europea alle opere di autori che, a tre anni di distanza dall'assegnazione del premio, avessero significativamente contribuito alla letteratura europea e a traduttori che avessero tradotto importanti opere europee contemporanee.
La parola aristeion è la traslitterazione della parola greca αριστεία, che si può tradurre in "eccellenza".
Gli è subentrato il Programma cultura 2000, poi a questo è succeduto il Premio letterario dell'Unione europea.
Il premio è stato assegnato ogni volta nella capitale europea della cultura. La prima volta, è stato assegnato a Glasgow a Jean Echenoz per Lac e a Michael Hamburger per la sua traduzione dell'opera di Paul Celan. Figurano, tra i vincitori del premio letterario, il poeta italiano Mario Luzi (al quale il premio è stato conferito a Dublino, nel 1991) e lo scrittore Antonio Tabucchi per il romanzo Sostiene Pereira (vincitore a Salonicco, nel 1997). Tra i traduttori, figura Giovanni Raboni (Lisbona, 1994).

## Vincitori

### Premio letterario
| Anno | Città       | Vincitore                                                 | Opera                                     |
| ---- | ----------- | --------------------------------------------------------- | ----------------------------------------- |
| 1990 | Glasgow     | Jean Echenoz (Francia)                                    | Lac                                       |
| 1991 | Dublino     | Mario Luzi (Italia)                                       | Frasi e Incisi di un Canto Salutare       |
| 1992 | Madrid      | Manuel Vázquez Montalbán (Spagna)                         | Galíndez                                  |
| 1993 | Anversa     | Cees Nooteboom (Paesi Bassi)                              | La storia seguente The Following Story    |
| 1994 | Lisbona     | Juan Marsé (Spagna)                                       | El embrujo de Shanghai                    |
| 1995 | Lussemburgo | Herta Müller (Germania)                                   | Herztier                                  |
| 1996 | Copenaghen  | Salman Rushdie (Regno Unito) Christoph Ransmayr (Austria) | L'ultimo sospiro del Moro Morbus Kitahara |
| 1997 | Salonicco   | Antonio Tabucchi (Italia)                                 | Sostiene Pereira                          |
| 1998 | Stoccolma   | Hugo Claus (Belgio)                                       | De Geruchten                              |
| 1999 | Weimar      | José Hierro (Spagna)                                      | Cuaderno de Nueva York                    |

### Premio ai traduttori
| Anno | Città       | Vincitore                                  | Opera tradotta                                                |
| ---- | ----------- | ------------------------------------------ | ------------------------------------------------------------- |
| 1990 | Glasgow     | Michael Hamburger (Regno Unito)            | Paul Celan: Poems of Paul Celan                               |
| 1991 | Dublino     | Frans van Woerden (Paesi Bassi)            | Louis-Ferdinand Céline: Il ponte di Londra                    |
| 1992 | Madrid      | Sokrates Kapsaskis (Grecia)                | James Joyce: Ulysses                                          |
| 1993 | Anversa     | Françoise Wuilmart (Belgio)                | Ernst Bloch: Das Prinzip Hoffnung                             |
| 1994 | Lisbona     | Giovanni Raboni (Italia)                   | Marcel Proust: Alla ricerca del tempo perduto                 |
| 1995 | Lussemburgo | Dieter Hornig (Austria)                    | Henri Michaux: Un barbare en Asie                             |
| 1996 | Copenaghen  | Thorkild Bjørnvig (Danimarca)              | Rainer Maria Rilke: Udsat på hjertets bjerge (Selected Poems) |
| 1997 | Salonicco   | Hans-Christian Oeser (Germania / Irlanda*) | Patrick McCabe: Il garzone del macellaio                      |
| 1998 | Stoccolma   | Miguel Sáenz (Spagna)                      | Günter Grass: Ein weites feld                                 |
| 1999 | Weimar      | Claus Bech (Danimarca)                     | Flann O'Brien: The Third Policeman                            |

* Oeser era un traduttore tedesco nominato dall'Irlanda.
| Controllo di autorità | GND (DE) 1255709251 |